# DKW Munga

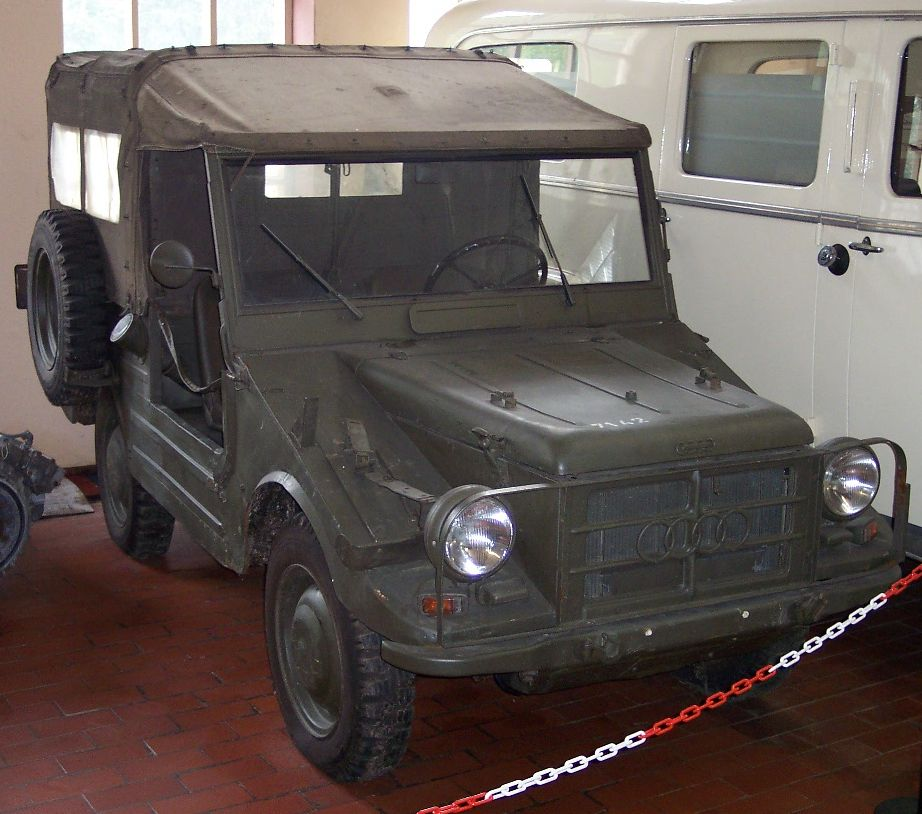
DKW Munga

El DKW Munga fue un vehículo todoterreno de la marca DKW construido por Auto Union en Ingolstadt, Alemania. "MUNGA" una un acrónimo de la frase alemana "Mehrzweck UNiversal Geländewagen mit Allradantrieb", que traducido significa "vehículo todoterreno universal multi-propósito con tracción a las cuatro ruedas".
La producción empezó en octubre de 1956 y finalizó en diciembre de 1968. Durante este tiempo se construyeron 46 750 coches. Lanzado en la 38.ª Feria Internacional del Automóvil de Fráncfort de 1956, el vehículo no solo fue adoptado por la Bundeswehr de Alemania Occidental como vehículo único en su clase sino que fue comprado en grandes cantidades por la Policía Fronteriza Alemana y varias formaciones militares extranjeras dentro de la OTAN.
La versión civil, que podía ser adquirida por civiles por DM 9500 (unos US$ 2300 del momento), fue ampliamente adoptada en Alemania Occidental para trabajos para la agricultura y forestales en particular, y también se convirtió en popular en el extranjero, especialmente en países con pobres carreteras e infraestructuras de transporte poco desarrolladas, donde estos vehículos podían cubrir cualquier necesidad, por ejemplo, en Sudáfrica o Sudamérica.
Alrededor de 2100 de estos vehículos fueron adquiridos por el ejército holandés, muchos de los cuales fueron enviados al Reino Unido a finales de la década de 1970. El Real Ejército de los Países Bajos había previsto el MUNGA como un reemplazo para el Jeep M39A1 NEKAF de 1956, pero el nuevo tipo causó tantos problemas que fue retirado de la línea de frente de servicio prematuramente en 1970. Los Willys M38A1 NEKAF , que habían sido almacenados en componentes de movilización para unidades de la reserva, fueron restaurados en las unidades operacionales - y permanecieron hasta 1995.

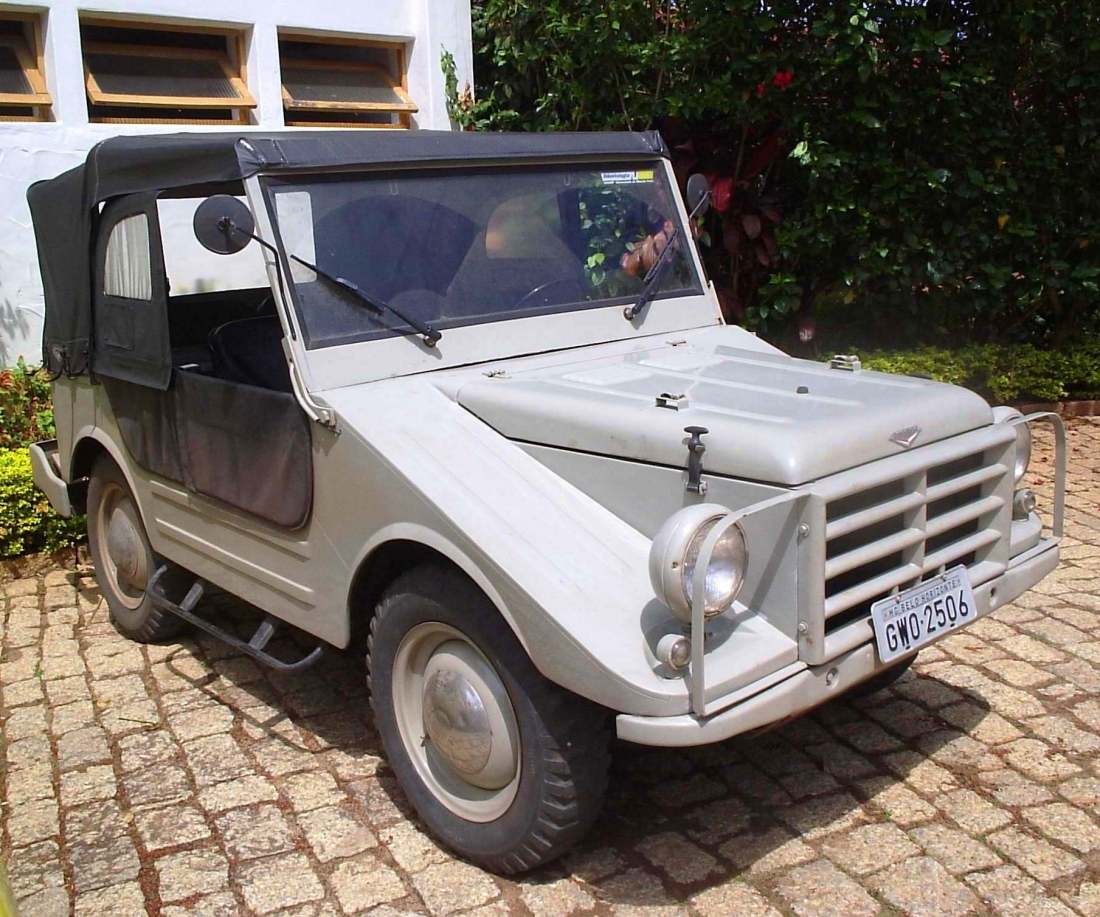
Candango, el Munga brasileño.

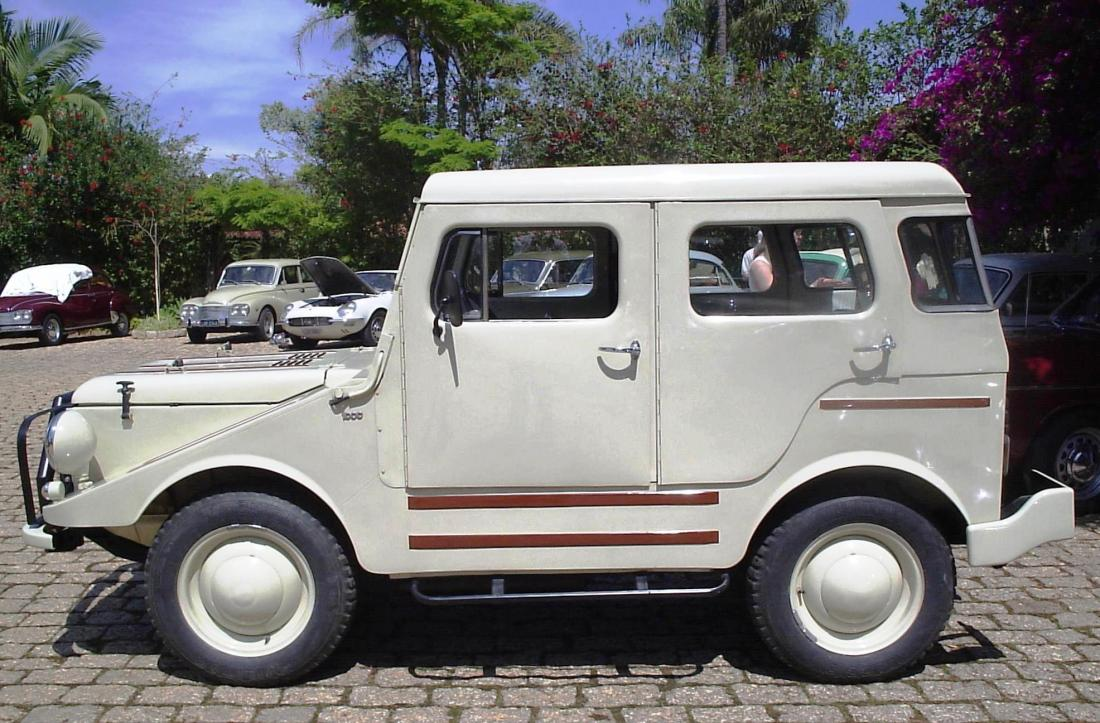
Un Candango de 1960, con carrocería dura superior fabricada por Carraço.

El Munga también fue construido en São Paulo, Brasil por DKW-Vemag, donde fue denominado DKW Candango. La producción local duró desde 1958 hasta 1963 en versiones de tracción a dos y cuatro ruedas.